# KHL Junior Draft 2014
Der KHL Junior Draft 2014 war der sechste Entry Draft der Kontinentalen Hockey-Liga und fand am 7. und 8. Mai 2014 im Eispalast Sankt Petersburg statt. An der Veranstaltung nach nordamerikanischem Vorbild nahmen alle KHL-Teams, inklusive der Neueinsteiger Jokerit Helsinki und HK Sotschi sowie dem Rückkehrer HK Lada Toljatti, teil. Es durften Spieler des Jahrgangs 1997 aus der ganzen Welt ausgewählt werden. Dabei konnten die KHL-Teams (außer die nicht-russischen Teams) fünf Spieler ihrer eigenen Nachwuchsorganisation (inkl. der MHL-Teams) vor dem Draft durch andere KHL-Klubs schützen. Da diese Veto-Funktion erst im Moment der Auswahl durch ein anderes Team aktiv wird, werden pro Runde unterschiedlich viele Spieler ausgewählt.
An erster Position wählte Metallurg Nowokusnezk Kirill Kaprisow aus ihrer eigenen Nachwuchsorganisation. Insgesamt wählten die 31 Mannschaften 206 Spieler in fünf Runden aus.

## Ergebnisse

### Runde 1
| #  | Spieler                 | Pos  | Nationalität | KHL-Team                   | Verein / Team                     |
| -- | ----------------------- | ---- | ------------ | -------------------------- | --------------------------------- |
| 1  | Kirill Kaprisow         | F    | Russland     | Metallurg Nowokusnezk      | Kusnezkje Medwedi (MHL)           |
| 2  | Roman Iwaschow          | F    | Russland     | Awtomobilist Jekaterinburg | Awto Jekaterinburg (MHL)          |
| 3  | Pawel Podluboschnow     | LW   | Russland     | HK ZSKA Moskau             | Krasnaja Armija (MHL)             |
| 4  | Alexander Schtschemerow | D    | Russland     | Awtomobilist Jekaterinburg | Awto Jekaterinburg (MHL)          |
| 5  | Iwan Kaschtanow         | LW   | Russland     | HK ZSKA Moskau             | Krasnaja Armija (MHL)             |
| 8  | Pawel Karnauchow        | F    | Russland     | HK ZSKA Moskau             | Krasnaja Armija (MHL)             |
| 12 | Denis Malgin            | C    | Schweiz      | HK ZSKA Moskau             | GCK Lions (NLB)                   |
| 14 | Erik Černák             | D    | Slowakei     | HC Slovan Bratislava       | HC Košice (Extraliga)             |
| 15 | Dmitri Schukenow        | C    | Russland     | HK Awangard Omsk           | Omskije Jastreby (MHL)            |
| 16 | Jakow Trenin            | C/LW | Russland     | HK Traktor Tscheljabinsk   | Belye Medvedi Chelyabinsk (MHL)   |
| 25 | Travis Konecny          | C    | Kanada       | Dinamo Riga                | Ottawa 67’s (OHL)                 |
| 26 | Jérémy Roy              | D    | Kanada       | Dinamo Riga                | Sherbrooke Phoenix (LHJMQ)        |
| 34 | Ilja Samsonow           | G    | Russland     | HK Metallurg Magnitogorsk  | Stalnyje Lissy Magnitogorsk (MHL) |
| 41 | Aleksi Saarela          | C    | Finnland     | Jokerit Helsinki           | Lukko Rauma (Liiga)               |
| 42 | Denis Gurjanow          | F    | Russland     | HK Lada Toljatti           | Ladja Toljatti (MHL)              |

### Runde 2
| #  | Spieler          | Pos  | Nationalität | KHL-Team               | Verein / Team                  |
| -- | ---------------- | ---- | ------------ | ---------------------- | ------------------------------ |
| 48 | Sergei Sborowski | D    | Russland     | HK Dynamo Moskau       | HK MWD Balaschicha (MHL)       |
| 62 | Sebastian Aho    | F    | Finnland     | Sewerstal Tscherepowez | Kärpät Oulu (Liiga)            |
| 77 | Connor McDavid   | C    | Kanada       | KHL Medveščak Zagreb   | Erie Otters (OHL)              |
| 82 | Pavel Zacha      | C    | Tschechien   | HK Donbass Donezk      | Bílí Tygři Liberec (Extraliga) |
| 83 | Filip Chlapík    | C/LW | Tschechien   | HC Lev Prag            | HC Sparta Prag (U20-Extraliga) |
| 92 | Daniil Miromanow | D    | Russland     | HK Sotschi             | Toronto Jr. Canadiens (GTHL)   |

### Runde 3
| #   | Spieler          | Pos | Nationalität       | KHL-Team                   | Verein / Team                   |
| --- | ---------------- | --- | ------------------ | -------------------------- | ------------------------------- |
| 107 | Oliver Kylington | D   | Schweden / Eritrea | HK Awangard Omsk           | Färjestad BK (SHL)              |
| 108 | Danil Jurtaikin  | LW  | Russland           | Lokomotive Jaroslawl       | Loko-Junior Jaroslawl (MHL-B)   |
| 115 | Jakub Zbořil     | D   | Tschechien         | Lokomotive Jaroslawl       | HC Kometa Brno (U20-Extraliga)  |
| 120 | Iwan Proworow    | D   | Russland           | Lokomotive Jaroslawl       | Cedar Rapids RoughRiders (USHL) |
| 129 | David Kaše       | F   | Tschechien         | Awtomobilist Jekaterinburg | KLH Chomutov (U20-Extraliga)    |

### Runde 4
| #   | Spieler          | Pos  | Nationalität | KHL-Team    | Verein / Team                |
| --- | ---------------- | ---- | ------------ | ----------- | ---------------------------- |
| 140 | Michael Špaček   | C/RW | Tschechien   | Dinamo Riga | HC Pardubice (Extraliga)     |
| 157 | Kristiāns Rubīns | D    | Lettland     | Dinamo Riga | VIK Västerås (J20 SuperElit) |

### Runde 5
| #   | Spieler         | Pos | Nationalität | KHL-Team                  | Verein / Team                   |
| --- | --------------- | --- | ------------ | ------------------------- | ------------------------------- |
| 182 | Callum Booth    | G   | Kanada       | HK Traktor Tscheljabinsk  | Remparts de Québec (LHJMQ)      |
| 202 | Dylan Strome    | C   | Kanada       | HK Metallurg Magnitogorsk | Erie Otters (OHL)               |
| 207 | Vili Saarijärvi | D   | Finnland     | Jokerit                   | Oulun Kärpät (Nuorten SM-liiga) |

## Statistik nach Herkunftsländern
| Nation             | Anzahl |
| ------------------ | ------ |
| Russland           | 151    |
| Tschechien         | 15     |
| Finnland           | 8      |
| Slowakei           | 8      |
| Kanada             | 6      |
| Schweden           | 6      |
| Lettland           | 3      |
| Belarus            | 3      |
| Kasachstan         | 2      |
| Schweiz            | 2      |
| Vereinigte Staaten | 1      |
| Slowenien          | 1      |